# Мережевий ефект

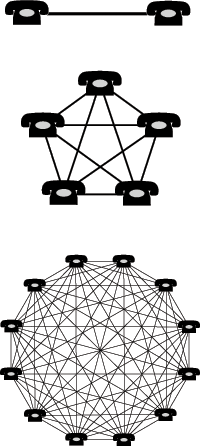
На діаграмі видно мережевий ефект на прикладі різних телефонних мереж. Лінії відповідають потенційним дзвінкам по телефонних апаратах.

Мережевий ефект — ефект в економіці та бізнесі, коли користувач товару або послуги надає цінності цього товару або послуги для інших користувачів.
Класичним прикладом прояву мережевого ефекту є телефонізація. Чим більше користувачів володіють телефонами, тим ціннішою є участь у мережі для кожного її користувача. Цінність збільшується внаслідок зростання кількості абонентів, через те, що підключення кожного додаткового абонента означає можливість зв'язатися з більшою кількістю людей. Це приклад позитивної екстерналії.
Характер позитивного мережевого ефекту виражається законом Меткалфа, який стверджує, що цінність мережі зростає пропорційно квадрату числа її користувачів. Поняття «мережевий ефект» часто застосовується в позитивному сенсі. Однак мережеві екстерналії можуть бути й негативними, наприклад, викликаючи сповільнення роботи комп'ютерної мережі або «пробки» на дорогах.

## Походження терміна
Мережеві ефекти були центральною темою у роботах Теодора Вейла (англ. Theodore Vail), присвячених темі монополії на телефонні послуги.
У 1908 році, коли він представив концепцію в річному звіті компанії Bell, існувало близько 4000 локальних і регіональних телефонних станцій, які згодом були поєднані в єдину компанію Bell System.
Економічне підґрунтя мережевого ефекту розглянуто в статті співробітника Bell Литкінса (англ. N. Lytkins), в якій уперше з'явився термін «мережеві екстерналії».
Словосполучення «мережевий ефект» популяризував Роберт Меткалф, один із засновників Ethernet. Він довів, що кількість Ethernet карт повинна досягти певної критичної маси, щоб користувачі відчули всі переваги мережі. При оцінці технології він пропонував використати:
- вартість проданих карт, прямо пропорційну їхній кількості — N,
- цінність створеної мережі, прямо пропорційну квадрату числа користувачів — N2.

Мережевий ефект стає значущим після того, як досягається певна кількість користувачів продукту або послуги, що називається критичною масою. У цій точці цінність, що отримується від використання продукту або послуги, більша або дорівнює сплаченій ціні.
Оскільки цінність визначається числом користувачів, після досягнення критичної маси, залучення клієнтів стає значно простішою задачею. Нові користувачі сприйматимуть цінність послуги або товару вигіднішою, ніж його ціна, через позитивні мережеві екстерналії.
Ключовою задачею для бізнесу, що працює на ринку з наявністю мережевих ефектів, є привернення користувачів для досягнення їх критичної маси.
На думку Пітера Тіля, засновника компанії PayPal, бізнес, розрахований на мережевий ефект, повинен починати роботу на вузьких ринках. Так, Facebook було створено для студентів Гарварду.